# Дворник, Френсис
Френсис (Франтишек) Дворник (чеш. František Dvorník; англ. Francis Dvornik; 14 августа 1893, село Хомиж, Моравия, Австро-Венгрия — 4 ноября 1975, село Хомиж, Злинский край, ЧССР) — чешский и в эмиграции американский историк, византинист и славист, священник.
В 1912 году поступил на богословский факультет в Оломоуце, в 1916 году был рукоположён в священники и некоторое время служил на приходе. В 1919 году был зачислен в Карлов университет в Праге, через год переехал в Париж, где в Сорбонне изучал византинистику под руководством Шарля Диля, продолжая одновременно заниматься изучением истории славян и политологии и получив в 1923 году диплом Школы политических наук. В 1926 году защитил докторскую диссертацию, с 1928 года был профессором Карлова университета. С 1938 года проживал за пределами Чехии, в 1940 году бежал из Франции в Англию, где служил капелланом в Суссексе и одновременно вёл исследования в Британском музее. В 1948 году был приглашён в США, в Думбартон-Окс, где получил звание профессора; преподавал также в Гарварде, в 1951 и 1956 годах читал курс в Кембридже, приглашался с лекциями в Русский центр Фордемского университета. В 1964 году вышел в отставку. Посещал ЧССР. Умер в родном селе, куда приехал в гости из США, был похоронен в семейном склепе.
Научное наследие Дворника включает 18 книг и монографий без учёта переводов и уточнённых переизданий, более 130 статей и более 60 рецензий; его работы издавались на английском, французском, чешском языках, переводились на другие, в том числе на итальянский и русский. Главными темами его научных исследований были ранние связи между Византией и славянами и отношения между Византией и Римом до Фотиевой схизмы. В 1992 году был посмертно награждён орденом Томаша Гаррига Масарика III степени.

## Труды
Главные работы:
- «The Photian Schism: History and Legend» (Кембридж, 1948);
- «The Slavs: Their Early History and Civilization» (Бостон, 1956).

### Переводы на русский язык
- Идея апостольства в Византии и легенда об апостоле Андрее / [пер. с англ.: А. А. Зверев]. - Санкт-Петербург : Гуманитарная акад., 2007. - 377, [5] с. - (Via sacra).; ISBN 978-5-93762-031-6
- Славяне в европейской истории и цивилизации / пер. И. И. Соколовой; под общ. ред. И. И. Соколовой. - Москва : Яз. славян. культуры, 2001. - 799 с. - (Studia historica).; ISBN 5-7859-0222-2
- Центральная и Восточная Европа в Средние века : история возникновения славянских государств / [пер. с англ. Л. А. Игоревского]. - Москва : Центрполиграф, 2018. - 381, [2] с. : карты; ISBN 978-5-9524-5324-1